# Campionato Acriano 2024
Il Campionato Acriano 2024 è stata la 97ª edizione della massima serie del campionato acriano. La stagione è iniziata il 17 febbraio 2024 e si è conclusa il 26 aprile successivo.

## Stagione

### Novità
Al termine della stagione 2023, non c'è stata alcuna retrocessione poiché la Segunda Divisão, a partire dal 2019, è stata soppressa. Hanno preso parte gli stessi club della passata stagione.

### Formato
Le undici squadre si affrontano dapprima in una prima fase, consistente in un due gironi: uno da sei, l'altro da cinque. Le prime tre classificate di tali gironi, accederanno alla seconda fase che decreterà la vincitrice del campionato. 
La formazione vincitrice e la seconda classificata, potranno partecipare alla Série D 2025, alla Coppa del Brasile 2025 e alla Copa Verde 2025. Nel caso le prime due classificate siano già qualificate alla Série D, l'accesso alla quarta serie andrà a scalare.
A differenza della stagione 2023, sono previste tre retrocessioni. Le ultime classificate di ciascun girone, retrocedono in Segunda Divisão. Un'altra retrocessione sarà determinata da uno spareggio in gara singola tra le due penultime classificate.

## Risultati

### Prima fase

#### Gruppo A
|  | Pos. | Squadra          | Pt | G | V | N | P | GF | GS | DR |
|  | ---- | ---------------- | -- | - | - | - | - | -- | -- | -- |
|  | 1.   | Rio Branco-AC    | 11 | 5 | 3 | 2 | 0 | 9  | 3  | +6 |
|  | 2.   | Vasco da Gama-AC | 9  | 5 | 3 | 0 | 2 | 12 | 6  | +6 |
|  | 3.   | Independência    | 9  | 5 | 2 | 3 | 0 | 7  | 4  | +3 |
|  | 4.   | ADESG            | 6  | 5 | 1 | 3 | 1 | 4  | 3  | +1 |
|  | 5.   | Atlético Acreano | 4  | 5 | 1 | 1 | 3 | 1  | 9  | -8 |
|  | 6.   | Andirá           | 1  | 5 | 0 | 1 | 4 | 2  | 10 | -8 |

Legenda:
      Ammessa alla seconda fase.
 Ammessa allo spareggio retrocessione.
      Retrocessa in Segunda Divisão 2025
Note:
Tre punti a vittoria, uno a pareggio, zero a sconfitta.

#### Gruppo B
|  | Pos. | Squadra           | Pt | G | V | N | P | GF | GS | DR  |
|  | ---- | ----------------- | -- | - | - | - | - | -- | -- | --- |
|  | 1.   | Humaitá-AC        | 12 | 4 | 4 | 0 | 0 | 11 | 1  | +10 |
|  | 2.   | São Francisco-AC  | 7  | 4 | 2 | 1 | 1 | 5  | 3  | +2  |
|  | 3.   | Galvez            | 5  | 4 | 1 | 2 | 1 | 4  | 7  | -3  |
|  | 4.   | Plácido de Castro | 3  | 4 | 1 | 0 | 3 | 3  | 5  | -2  |
|  | 5.   | Náuas             | 1  | 4 | 0 | 1 | 3 | 2  | 9  | -7  |

Legenda:
      Ammessa alla seconda fase.
 Ammessa allo spareggio retrocessione.
      Retrocessa in Segunda Divisão 2025
Note:
Tre punti a vittoria, uno a pareggio, zero a sconfitta.

### Seconda fase
|  | Pos. | Squadra          | Pt | G | V | N | P | GF | GS | DR |
|  | ---- | ---------------- | -- | - | - | - | - | -- | -- | -- |
|  | 1.   | Independência    | 10 | 5 | 3 | 1 | 1 | 9  | 4  | +5 |
|  | 2.   | Humaitá-AC       | 9  | 5 | 2 | 3 | 0 | 9  | 5  | +4 |
|  | 3.   | Vasco da Gama-AC | 8  | 5 | 2 | 2 | 1 | 11 | 9  | +2 |
|  | 4.   | Rio Branco-AC    | 7  | 5 | 2 | 1 | 2 | 5  | 7  | -2 |
|  | 5.   | Galvez           | 5  | 5 | 1 | 2 | 2 | 7  | 8  | -1 |
|  | 6.   | São Francisco-AC | 1  | 5 | 0 | 1 | 4 | 4  | 12 | -8 |

Legenda:
      Vincitrice del Campionato Acriano 2024 e ammessa al Campeonato Brasileiro Série D 2025, alla Coppa del Brasile 2025 e alla Copa Verde 2025.
      Qualificato per il Campeonato Brasileiro Série D 2025, la Coppa del Brasile 2025 e la Copa Verde 2025.
Note:
Tre punti a vittoria, uno a pareggio, zero a sconfitta.

### Spareggio retrocessione
| Squadra 1        | Risultato | Squadra 2         |
| ---------------- | --------- | ----------------- |
| Atlético Acreano | 0 – 4     | Plácido de Castro |